# Paullinia itayensis
Paullinia itayensis är en kinesträdsväxtart som beskrevs av Macbride. Paullinia itayensis ingår i släktet Paullinia och familjen kinesträdsväxter. Inga underarter finns listade i Catalogue of Life.